# Amici di Maria De Filippi (sesta edizione, fase iniziale)
La sesta edizione del talent show musicale Amici di Maria De Filippi è andata in onda nella sua fase iniziale dal 14 ottobre 2006 al 13 gennaio 2007 su Canale 5 nella fascia pomeridiana dal lunedì al venerdì e il sabato pomeriggio con la puntata speciale in onda dalle 14:10 alle 16:00 con la conduzione di Maria De Filippi. Da domenica 14 gennaio con la prima puntata in prima serata è iniziata la fase serale di questa edizione.

## Regolamento
Il regolamento della fase iniziale prevede che i 16 ragazzi, poi aumentati a 19, suddivisi in due squadre (la squadra Gamma e la squadra Delta), ogni settimana si affrontino in una serie di sfide tra componenti di squadre opposte al termine di ognuna delle quali la commissione attribuisce la vittoria a una o l'altra squadra. La squadra vincente è immune da possibili sfide da parte di sfidanti esterni che vogliono entrare nella scuola. La squadra perdente è invece esposta alla sfida esterna il cui candidato viene stabilito dalla commissione.
Le sfide vengono valutate da un giudice esterno al fine di garantire l'imparzialità di giudizio. Il primo in classifica è immune da ogni sfida anche se componente della squadra perdente, inoltre offre alla propria squadra il vantaggio di stabilire quali sfide affrontare e in che ordine esibirsi.
Nell'ultima parte della fase iniziale, a partire dall'11 dicembre 2006, oltre al solito meccanismo di sfide a squadre, viene aggiunta la possibilità di accedere direttamente al serale.
Ad ogni alunno vengono assegnate delle stelline a fronte di buone prove settimanali e in base alla posizione nella classifica di gradimento. Ogni settimana, per ogni categoria, viene data provvisoriamente la maglia bianca a chi ha ottenuto il maggior numero di stelline. La maglia bianca provvisoria permette al detentore di affrontare un esame il cui esito positivo permette di ottenere permanentemente la maglia bianca e l'accesso diretto al serale, senza passare per il giudizio della classifica di gradimento e dell'esame di sbarramento. L'esito di questo esame è considerato positivo solamente se ogni componente della commissione giudica positivo l'esame, un solo voto negativo compromette l'esame.
I restanti concorrenti, indipendentemente dalla squadra di appartenenza, possono eventualmente decidere di sfidare i detentori della maglia bianca provvisoria e, in caso di vittoria, avere la possibilità di sostenere l'esame. In caso di perdita della sfida o di esito negativo dell'esame, il concorrente perde la possibilità anche in futuro di ottenere la maglia bianca. 

Prima dell'accesso al serale, tutti coloro che non hanno ottenuto la maglia bianca e l'accesso diretto al serale, sono tenuti ad affrontare l'esame di sbarramento il cui esito positivo dipende dall'aver ottenuto la sufficienza in ogni materia.
La commissione può riservarsi anche la possibilità di mettere in sfida altri concorrenti o mettere discussione il posto nella scuola di uno dei componenti decidendo modi e termini della messa in discussione (tramite una sfida, tramite limite di tempo per dimostrare miglioramenti, etc).
Con questo meccanismo accedono al serale solamente 14 componenti, in base alla classifica di gradimento, includendo anche coloro che eventualmente abbiano ottenuto la maglia bianca del serale tramite l'esame.

## Concorrenti
I 16 ragazzi scelti dalla commissione che sono entrati a far parte della scuola il 14 ottobre 2006 sono suddivisi in 4 categorie: ballo, canto, recitazione e ginnastica artistica.
Il simbolo accanto indica la squadra di appartenenza (Γ Gamma o Δ Delta) al momento della suddivisione in squadre.
Cantanti
- Corinne Marchini Δ
- Federico Angelucci Δ
- Giulia Franceschini Γ
- Karima Ammar Γ
- Manuel Aspidi Γ
- Stefano Villani Γ

Ballerini
- Agata Reale Δ
- Cristo Martinez Prunes Δ
- Jessica Villotta Γ
- Pamela Buggiani Δ
- Santo Giuliano Δ
- Antonio "Tony" Aglianò Γ

Attori
- Emanuel Caserio Γ
- Federica Capuano Δ

Ginnasti
- Mihaela "Michi" Pohoata Γ
- Mircea "Bambi" Zamfir Δ

Nel corso del programma sono entrati a far parte della scuola anche i seguenti ragazzi, vincendo la sfida esterna:
- Alessio Paddeu (cantante) Γ (vince la sfida d'ingresso contro Rosa e Giovanni)
- Chiara Martegiani (attrice) Δ (vince la sfida d'ingresso contro Alessia e Cristina)
- Roberta Miolla (ballerina) Δ (vince la sfida d'ingresso contro Dionisia e Rossella)
- Salvatore Dello Iacolo (ballerino) Δ (vince la sfida d'ingresso contro Maurizio)
- Massimiliano "Max" Orsi (cantante) Γ (vince la sfida contro Alessio)

## Commissione
Canto
- Grazia Di Michele, insegnante di canto
- Luca Pitteri, insegnante di musica e canto
- Fabrizio Palma, insegnante di canto
- Giuseppe Vessicchio, insegnante di musica e direttore d'orchestra nella fase serale

 Recitazione 
- Fioretta Mari, insegnante di dizione e recitazione
- Paolo Asso, insegnante di recitazione
- Patrick Rossi Gastaldi, insegnante di recitazione

Danza
- Alessandra Celentano, insegnante di danza classica
- Garrison Rochelle, insegnante di danza moderna
- Maura Paparo, insegnante di danza hip-hop
- Steve La Chance, insegnante di danza jazz

Ginnastica Artistica
- Jury Chechi, insegnante di ginnastica artistica
- Maria Fumea, insegnante di ginnastica artistica

Altri
- Marco Castellano, insegnante di fitness
- Riccardo "Chicco" Sfondrini, autore e responsabile della produzione

## Svolgimento della fase iniziale

### Tabellone delle sfide e delle eliminazioni
Nel tabellone sono indicate, per ogni puntata, l'esito della sfida a squadre, lo sfidante scelto dalla commissione per la sfida esterna e le eventuali eliminazioni. 
I simboli Γ e Δ indicano rispettivamente la squadra dei Gamma e dei Delta, il punteggio accanto al simbolo sta ad indicare quanti punti il singolo concorrente ha dato alla propria squadra tramite la sua esibizione. Eventuali mezzi punti sono da attribuire a esibizioni svolte in coppia (passi a due, duetti), per cui il punto assegnato viene diviso per merito a entrambi i concorrenti.
Dall'11 dicembre vengono anche indicati i ragazzi che ottengono la fascia d'oro, chi eventualmente ottiene o perde la possibilità di ottenere la maglia bianca del serale.
Legenda:
      Primo in classifica/Accede al serale 

     In sfida 

     Ottiene la fascia d'oro 

     Perde la possibilità di ottenere la maglia bianca 

     Eliminato/a  

  E  Esame di sbarramento superato 

 : Detentore provvisorio della maglia bianca 

 : Perde la maglia bianca ma non la possibilità di ottenerla 

 : Perde la possibilità di ottenere la maglia bianca 

 : Ottiene la maglia bianca e l'accesso diretto al serale
 
|                       |                  | 16 ottobre Scelta squadre | 21 ottobre Sfida esibizione | 28 ottobre                       | 4 novembre             | 11 novembre                       | 18 novembre                 | 25 novembre                 | 29 novembre Ricomposizione squadre | 2 dicembre                  | 11 dicembre                 | 16 dicembre                      | 23 dicembre                      | 3 gennaio Accesso al serale                                | 6 gennaio Squadre del serale                               |
| --------------------- | ---------------- | ------------------------- | --------------------------- | -------------------------------- | ---------------------- | --------------------------------- | --------------------------- | --------------------------- | ---------------------------------- | --------------------------- | --------------------------- | -------------------------------- | -------------------------------- | ---------------------------------------------------------- | ---------------------------------------------------------- |
| Vittoria squadre      | Vittoria squadre |                           | ΓGamma 5 - 3                | ΔDelta 7 - 4                     | ΔDelta 10 - 0          | ΔDelta 7 - 5                      | ΔDelta 7 - 3                | ΓGamma 7 - 6                |                                    | ΔDelta 9 - 4                | ΔDelta 8 - 2                | ΓGamma 8 - 5                     |                                  |                                                            |                                                            |
|                       | Federico         | ΔCaposquadra              |                             | Δ+1                              | Δ+1.5                  | Δ+1.5                             | Δ+1                         |                             | Δ                                  | Δ+0.5                       | Δ+1.5                       |                                  | E                                | 1                                                          | Blu                                                        |
|                       | Agata            | Δ                         | Δ+1                         | Δ+1.5                            | Δ+0.5                  | Δ+1                               | Δ+1                         | Δ+0.5                       | Δ                                  | Δ +1.5                      | Δ+1.5                       |                                  | E                                | 2                                                          | Bianca                                                     |
|                       | Karima           | Γ                         | Γ+1.5                       | Γ+1                              | in sfida (vs Carolina) | Γ+1.5                             |                             | Γ+1                         | Δ                                  | Δ+1.5                       | Δ+0.5                       | Δ+1                              | E                                | 4                                                          | Bianca                                                     |
|                       | Cristo           | Δ                         | Δ+1                         | Δ+1.5                            | Δ+1.5                  | Δ+1                               | Δ+1                         | Δ+0.5                       | Δ                                  | Δ+1.5                       | Δ+0.5                       | Δ+2                              | E                                | 8                                                          | Blu                                                        |
|                       | Max              | non in gara               | non in gara                 | non in gara                      | non in gara            | non in gara                       | non in gara                 | in sfida (vs Alessio)       | in sfida (vs Alessio)              | Γ New Entry Γ+1             | Γ+2                         | Γ+2                              |                                  |                                                            | Bianca                                                     |
|                       | Giulia           | Γ                         |                             |                                  |                        | Γ +0.5                            | Γ Nuovo caposquadra         | Γ+1                         | Γ                                  |                             |                             | Γ+1                              | E                                | 10                                                         | Blu                                                        |
|                       | Tony             | Γ                         |                             | Γ+0.5                            |                        |                                   |                             |                             | Γ                                  |                             |                             | Γ+0.5                            | E                                | 5                                                          | Bianca                                                     |
|                       | Jessica          | Γ                         | Γ+1                         | Γ+1.5                            |                        | Γ+1                               |                             | Γ+1                         | Γ                                  | Γ+1                         | in sfida (vs Benedetta)     | Γ+1.5                            | E                                | 6                                                          | Blu                                                        |
|                       | Federica         | Δ                         | Δ+1                         | Δ+1                              | Δ+1                    |                                   | Δ+1                         | Δ+1.5                       | Δ Caposquadra                      | Δ+1                         | Δ+1                         |                                  | E                                | 3                                                          | Blu                                                        |
|                       | Manuel           | Γ                         | Γ+1                         |                                  | in sfida (vs Vincenzo) | Γ+0.5                             | Γ+1.5                       | Γ+1.5                       | Δ                                  | Δ+1                         |                             | Δ+1                              | E                                | 7                                                          | Bianca                                                     |
|                       | Roberta          | non in gara               | non in gara                 | non in gara                      | non in gara            | in sfida (vs Dionisia e Rossella) | Γ New entry                 | Γ+1                         | Δ                                  |                             |                             |                                  | E                                | 12                                                         | Bianca                                                     |
|                       | Salvatore        | non in gara               | non in gara                 | non in gara                      | non in gara            | non in gara                       | non in gara                 | non in gara                 | non in gara                        | in sfida (vs Maurizio)      | Δ New entry                 |                                  | E                                | 9                                                          | Bianca                                                     |
|                       | Bambi            | Δ                         |                             | in sfida (vs Alessio)            | Δ+1                    |                                   | Δ+1                         | Δ+1                         | Δ                                  | Δ+1                         | Δ+1                         | Δ+1                              |                                  |                                                            | Blu                                                        |
|                       | Santo            | Δ                         |                             |                                  |                        |                                   |                             |                             | Γ                                  |                             | in sfida (VS Antonino)      | Γ+0.5                            | E                                | 11                                                         | Blu                                                        |
|                       | Corinne          | Δ                         |                             | Δ+1                              | Δ+1                    | Δ+0.5 in sfida (vs Marta)         |                             | Δ+1                         | Γ Caposquadra                      | Γ+1.5                       | Γ+0.5                       | Γ+1                              | E                                | eliminata (bassa posizione nella classifica di gradimento) | eliminata (bassa posizione nella classifica di gradimento) |
|                       | Michi            | Γ                         | Γ+1                         | Γ+1                              |                        | Γ+1                               |                             |                             | Γ                                  |                             |                             |                                  | E                                | eliminata (bassa posizione nella classifica di gradimento) | eliminata (bassa posizione nella classifica di gradimento) |
|                       | Chiara           | non in gara               | non in gara                 | in sfida (vs Alessia e Cristina) | Δ New entry Δ+1        | Δ+1                               |                             | Δ+0.5                       | Δ                                  | Δ+1                         | Δ+1                         | Γ Cambio squadra                 | E                                | eliminata (bassa posizione nella classifica di gradimento) | eliminata (bassa posizione nella classifica di gradimento) |
| in sfida (vs Giorgia) | Chiara           | non in gara               | non in gara                 | in sfida (vs Alessia e Cristina) | Δ New entry Δ+1        | Δ+1                               |                             | Δ+0.5                       | Δ                                  | Δ+1                         | Δ+1                         |                                  |                                  | eliminata (bassa posizione nella classifica di gradimento) | eliminata (bassa posizione nella classifica di gradimento) |
|                       | Stefano          | Γ Caposquadra             | Γ +0.5                      |                                  |                        | Γ +0.5                            |                             | Γ +1                        | Γ                                  |                             |                             | eliminato (esame di sbarramento) | eliminato (esame di sbarramento) | eliminato (esame di sbarramento)                           | eliminato (esame di sbarramento)                           |
|                       | Emanuel          | Γ                         |                             |                                  |                        |                                   |                             |                             | Γ                                  |                             |                             | eliminato (esame di sbarramento) | eliminato (esame di sbarramento) | eliminato (esame di sbarramento)                           | eliminato (esame di sbarramento)                           |
|                       | Alessio          | non in gara               | non in gara                 | in sfida (vs Rosa e Giovanni)    | Γ New entry            |                                   |                             | ΔCambio squadra             | Γ                                  | eliminato                   | eliminato                   | eliminato                        | eliminato                        | eliminato                                                  | eliminato                                                  |
| in sfida (vs Max)     | Alessio          | non in gara               | non in gara                 | in sfida (vs Rosa e Giovanni)    | Γ New entry            |                                   |                             |                             | Γ                                  | eliminato                   | eliminato                   | eliminato                        | eliminato                        | eliminato                                                  | eliminato                                                  |
|                       | Pamela           | Δ                         |                             |                                  |                        | eliminata dalla commissione       | eliminata dalla commissione | eliminata dalla commissione | eliminata dalla commissione        | eliminata dalla commissione | eliminata dalla commissione | eliminata dalla commissione      | eliminata dalla commissione      | eliminata dalla commissione                                | eliminata dalla commissione                                |

## Esami di sbarramento
Come nelle precedenti edizioni, i ragazzi devono affrontare l'esame di sbarramento per passare al serale. L'unico modo per superarlo è avere la sufficienza in tutte le discipline e da tutti i professori. Gli unici due allievi che non lo devono affrontare sono il cantante Max Orsi e il ginnasta Bambi Zamfir, avendo entrambi già ottenuto la maglia bianca e l'accesso diretto al serale. Gli esami di sbarramento si sono svolti dal 18 al 22 dicembre 2006.
| Esami di sbarramento | Esami di sbarramento | Esami di sbarramento | Esami di sbarramento | Esami di sbarramento | Esami di sbarramento | Esami di sbarramento | Esami di sbarramento | Esami di sbarramento | Esami di sbarramento | Esami di sbarramento | Esami di sbarramento | Esami di sbarramento |
|                      | Fioretta Mari        | Patrick Rossi        | Paolo Asso           | Luca Pitteri         | Grazia Di Michele    | Fabrizio Palma       | Alessandra Celentano | Steve La Chance      | Garrison Rochelle    | Maura Paparo         | Yuri Chechi          | Media                |
| -------------------- | -------------------- | -------------------- | -------------------- | -------------------- | -------------------- | -------------------- | -------------------- | -------------------- | -------------------- | -------------------- | -------------------- | -------------------- |
| Karima               | 10                   | 8                    | 8.5                  | 9                    | 8                    | 9                    | 9                    | 8                    | 9                    | 8.5                  | 7.5                  | 8.6                  |
| Federica             | 9                    | 8                    | 8.5                  | 8                    | 8                    | 8.5                  | 7.5                  | 7                    | 8                    | 8                    | 7.5                  | 8.0                  |
| Giulia               | 8                    | 6                    | 7                    | 8                    | 8.5                  | 8                    | 6                    | 6                    | 7                    | 6                    | 6.5                  | 7.1                  |
| Agata                | 9                    | 8                    | 8                    | 8.5                  | 8                    | 8                    | 6                    | 9                    | 9                    | 8.5                  | 8.5                  | 8.3                  |
| Federico             | 9                    | 8                    | 8                    | 8.5                  | 8.5                  | 8.5                  | 7                    | 7                    | 7                    | 7                    | 7                    | 7.7                  |
| Stefano              | 8                    | 6                    | 6                    | 5                    | 5                    | 7                    | 6                    | 6                    | 5                    | 6                    | 6                    | 6                    |
| Cristo               | 9                    | 8                    | 8                    | 7                    | 7.5                  | 7                    | 10                   | 8.5                  | 7                    | 8                    | 8.5                  | 7.9                  |
| Corinne              | 9                    | 7                    | 7.5                  | 8                    | 7                    | 8.5                  | 7                    | 7                    | 7.5                  | 7.5                  | 7                    | 7.6                  |
| Santo                | 8                    | 6                    | 6                    | 6                    | 6                    | 6                    | 6                    | 8                    | 7                    | 8.5                  | 6                    | 6.8                  |

| Esami di sbarramento | Esami di sbarramento | Esami di sbarramento | Esami di sbarramento | Esami di sbarramento | Esami di sbarramento | Esami di sbarramento | Esami di sbarramento | Esami di sbarramento | Esami di sbarramento | Esami di sbarramento | Esami di sbarramento | Esami di sbarramento |
|                      | Fioretta Mari        | Patrick Rossi        | Paolo Asso           | Luca Pitteri         | Grazia Di Michele    | Fabrizio Palma       | Alessandra Celentano | Steve La Chance      | Garrison Rochelle    | Maura Paparo         | Yuri Chechi          | Media                |
| -------------------- | -------------------- | -------------------- | -------------------- | -------------------- | -------------------- | -------------------- | -------------------- | -------------------- | -------------------- | -------------------- | -------------------- | -------------------- |
| Jessica              | 9                    | 7                    | 7.5                  | 6                    | 6                    | 6                    | 7                    | 7.5                  | 8.5                  | 9                    | 8                    | 7.3                  |
| Roberta              | 8                    | 6                    | 6                    | 6                    | 6                    | 6                    | 6                    | 9                    | 8                    | 6                    | 7                    | 6.7                  |
| Manuel               | 9                    | 7                    | 7                    | 8.5                  | 8                    | 8                    | 7                    | 7                    | 7.5                  | 7                    | 7.5                  | 7.5                  |
| Tony                 | 8                    | 6                    | 6                    | 6                    | 6                    | 6                    | 6                    | 6                    | 9                    | 7                    | 7                    | 6.6                  |
| Michi                | 9                    | 7.5                  | 8                    | 8                    | 7.5                  | 8                    | 7.5                  | 7                    | 8                    | 8                    | 9                    | 8.0                  |
| Emanuel              | 7                    | 8                    | 5                    | 6                    | 6                    | 7                    | 6                    | 5                    | 5                    | 5                    | 6                    | 5.9                  |
| Chiara               | 8.5                  | 7                    | 9                    | 8                    | 8                    | 8                    | 7                    | 7                    | 8                    | 7.5                  | 7                    | 7.7                  |
| Salvatore            | 9                    | 7                    | 7                    | 7                    | 7                    | 7                    | 6                    | 7                    | 9                    | 8                    | 7.5                  | 7.4                  |

Non hanno quindi superato l'esame di sbarramento il cantante Stefano Villani e l'attore Emanuel Caserio. Inoltre non sono passate al serale la cantante Corinne Marchini, la ginnasta Michi Pohoata e l'attrice Chiara Martegiani a causa della bassa posizione nella classifica di gradimento del pubblico.

## La sigla
- La sigla di questa edizione è stata per il terzo anno consecutivo sempre "Semplicemente". Nel periodo adiacente alla fase serale la sigla è stata "Non mollare mai" di Gigi D'Alessio, cantata dai ragazzi delle due squadre del serale, Bianca e Blu.